# Доманская, Эва
Ева Доманская (пол. Ewa Domańska; род. 20 декабря 1963) — польский историк. Профессор Университета им. Адама Мицкевича, приглашенный профессор Стэнфордского университета. Автор и редактор книг, которые представляют самые последние тенденции в области гуманитарных и социальных наук. Президент Международной комиссии по теории и истории историографии, член комитета международного фонда «Imitatio. Integrating Human Sciences».

## Образование и профессиональная деятельность
Выпускница Института истории Университета им. Адама Мицкевича. В 1995 году получила докторскую степень. Стипендиатка Фонда Фулбрайта (1995—1996, Беркли) и Фонда Костюшко (2000—2001, Стэнфордский университет). В 2007 году получила степень хабилитованного доктора, в 2010 году — профессора в Университете им. Мицкевича. С 2002 года «visiting professor» в Department of Anthropology Stanford University и «affilialted faculty» в Center for Russian, East European & Eurasian Studies (CREEES).